# Aššur-rabi II.
Aššur-rabi II. ([Bůh] Aššur je velký/mocný) byl král Asýrie po dlouhých 41 let v období mezi 1013–972 př. n. l. Byl to zřejmě nejmladší syn Aššurnasirpala I. a nastoupil na trůn po smrti svého staršího bratra Salmanassara II. a synovce Aššur-narárího IV.
Začátek jeho vlády nezačal příliš úspěšně. Dva fragmenty ze záznamů asyrských králů nás informují, že v době panování Aššur-rabi II. Aramejci zabrali území při horním toku Eufratu, konkrétně chetitská města Pitru a Mutkinu, která byla dobyta a obsazena Tiglatpilesarem I. a od té doby byla součástí asyrské říše. To vyvolalo odvetná tažení Aššur-rabiho směrem ke Středozemnímu moři. Při této výpravě nechal u „hory Atalur“ vztyčit jeho vítěznou stélu.
I přes dlouhou dobu (možná největší v historii Asýrie) u moci, se z doby jeho vlády zachovalo jen minimum údajů. Po jeho smrti se ujal vlády jeho syn Aššur-réš-iši II.